# Đại Yên (xã)
Đại Yên là một xã thuộc huyện Chương Mỹ, thành phố Hà Nội, Việt Nam.
Xã Đại Yên có diện tích 4.36 km², dân số năm 1999 là 4.703 người, mật độ dân số đạt 1.079 người/km².
Xã Đại Yên có 9 thôn, xóm: xóm Nứa, xóm Làng, xóm Trại, xóm Đường, xóm Tiếu, xóm Dẫy, thôn Đoàn Kết, xóm Nội An, thôn Yên Khê.